# José Peraza
José Francisco Peraza Polo (Barinas, 30 de abril de 1994) es un infielder venezolano de béisbol profesional que pertenece a los New York Yankees de las Grandes Ligas. Anteriormente jugó para Los Angeles Dodgers, con quienes debutó en 2015, Cincinnati Reds, Boston Red Sox y New York Mets. Se desempeña principalmente como segunda base y campocorto.

## Carrera profesional

### Atlanta Braves
Peraza fue firmado por los Bravos de Atlanta como agente libre internacional el 2 de julio de 2010. En 2012 jugó en la liga de novatos, y en 2013 fue promovido a los Rome Braves de Clase A. Inició la temporada 2014 con los Lynchburg Hillcats de Clase A avanzada, y en junio fue promovido a los Mississippi Braves de Clase AA, donde fue invitado al Juego de Futuras Estrellas. Registró una línea ofensiva de .339/.364/.441 y 60 bases robadas entre ambos equipos, por lo que fue nombrado el Jugador del Año de las ligas menores de los Bravos, así como el mejor prospecto de la organización según MLB.com (#58 global).
El 19 de noviembre de 2014, Peraza fue añadido a la plantilla de 40 jugadores activos de los Bravos. Fue invitado a los entrenamientos primaverales de 2015, pero fue asignado a los Gwinnett Braves de Clase AAA antes de iniciar la temporada, donde compartió con jugadores como Jace Peterson y Mallex Smith.

### Los Angeles Dodgers
El 30 de julio de 2015, en un cambio entre tres equipos, los Dodgers de Los Angeles adquirieron a Peraza junto a Mat Latos, Michael Morse, Bronson Arroyo, Alex Wood, Jim Johnson y luis Avilán, mientras que los Miami Marlins adquirieron a los lanzadores de ligas menores Victor Araujo, Jeff Brigham y Kevin Guzmán, y los Bravos recibieron a Héctor Olivera, Paco Rodríguez, el lanzador de ligas menores Zachary Bird y una selección competitiva del draft de 2016. Inicialmente fue asignado a los Oklahoma City Dodgers de Clase AAA, pero fue llamado a Grandes Ligas el 10 de agosto para debutar como segunda base titular ante los Nacionales de Washington, consiguiendo su primer hit (un triple) ante el abridor Gio González. Sin embargo, solo participó e siete juegos con el equipo debido a las lesiones.

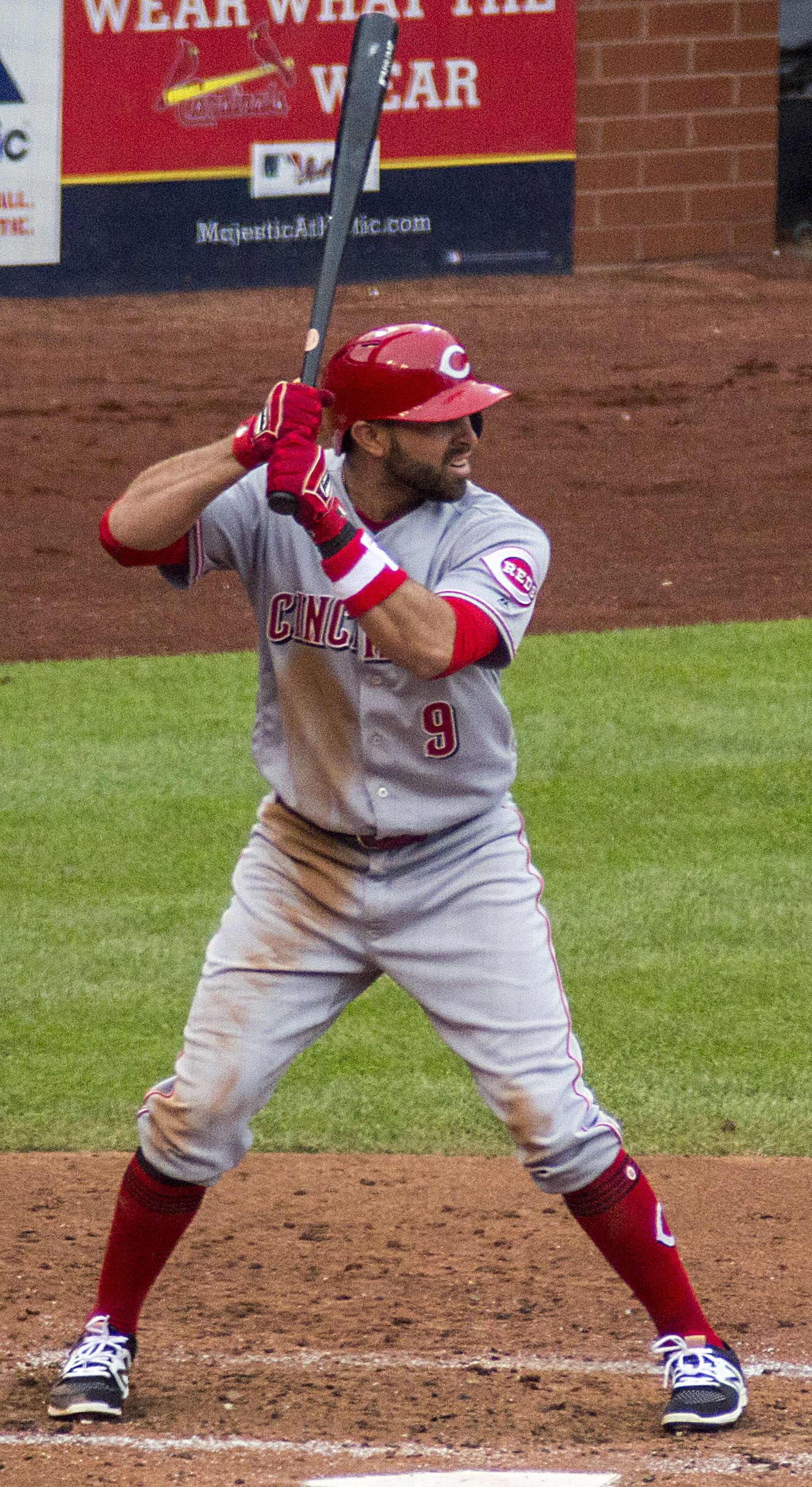
Peraza bateando con los Rojos en 2017.

### Cincinnati Reds
El 16 de diciembre de 2015, nuevamente en un cambio entre tres equipos, Peraza fue transferido junto a Scott Schebler y Brandon Dixon a los Rojos de Cincinnati, mientras que Frankie Montas, Micah Johnson y Trayce Thompson fueron enviado a los Dodgers y los Medias Blancas de Chicago recibieron a Todd Frazier.
Inició la temporada 2016 con los Louisville Bats de Clase AAA, y fue llamado a Grandes Ligas en varias ocasiones como utility, hasta que permaneció con el equipo desde el 21 de agosto como reemplazo del lesionado Zack Cozart. En total, registró promedio de .324, tres jonrones, 25 carreras impulsadas y 21 bases robadas en 241 turnos al bate.
Luego que Brandon Phillips fuera transferido a los Bravos de Atlanta antes de iniciar la temporada 2017, Peraza fue considerado como el segunda base titular de los Rojos, pero con el gran rendimiento de Scooter Gennett y Zack Cozart a lo largo de la temporada, eventualmente tomó un rol de reserva. En 487 turnos al bate, registró promedio de .259 con cinco jonrones, 37 impulsadas y 23 bases robadas.
En 2018, Peraza fue el campocorto titular del equipo y tuvo un buen rendimiento al registrar promedio de .288 con 14 jonrones, 58 impulsadas, 85 anotadas y 23 bases robadas. Sin embargo, tuvo el menor porcentaje de fildeo entre todos los campocortos de la liga con .962 y la mayor cantidad de errores con 22.
En 2019, Peraza jugó como utility del equipo y fue titular en varios encuentros, principalmente como segunda base. Finalizó la temporada con un promedio de .239, seis jonrones y 33 impulsadas en 376 turnos al bate. Al finalizar la temporada se convirtió en agente libre.

### Boston Red Sox
El 13 de diciembre de 2019, Peraza firmó un contrato con los Medias Rojas de Boston. Debutó con el equipo el 24 de julio de 2020 ante los Orioles de Baltimore, donde registró cuatro hits (incluyendo dos dobles) y dos impulsadas. Finalizó la temporada con promedio de .225, un jonrón y ocho impulsadas en 111 turnos al bate.

### New York Mets
El 4 de noviembre de 2020, Peraza firmó un contrato de ligas menores con los Mets de Nueva York.